# Jules Girard
Pour les articles homonymes, voir Jules Girard (homonymie) et Girard.

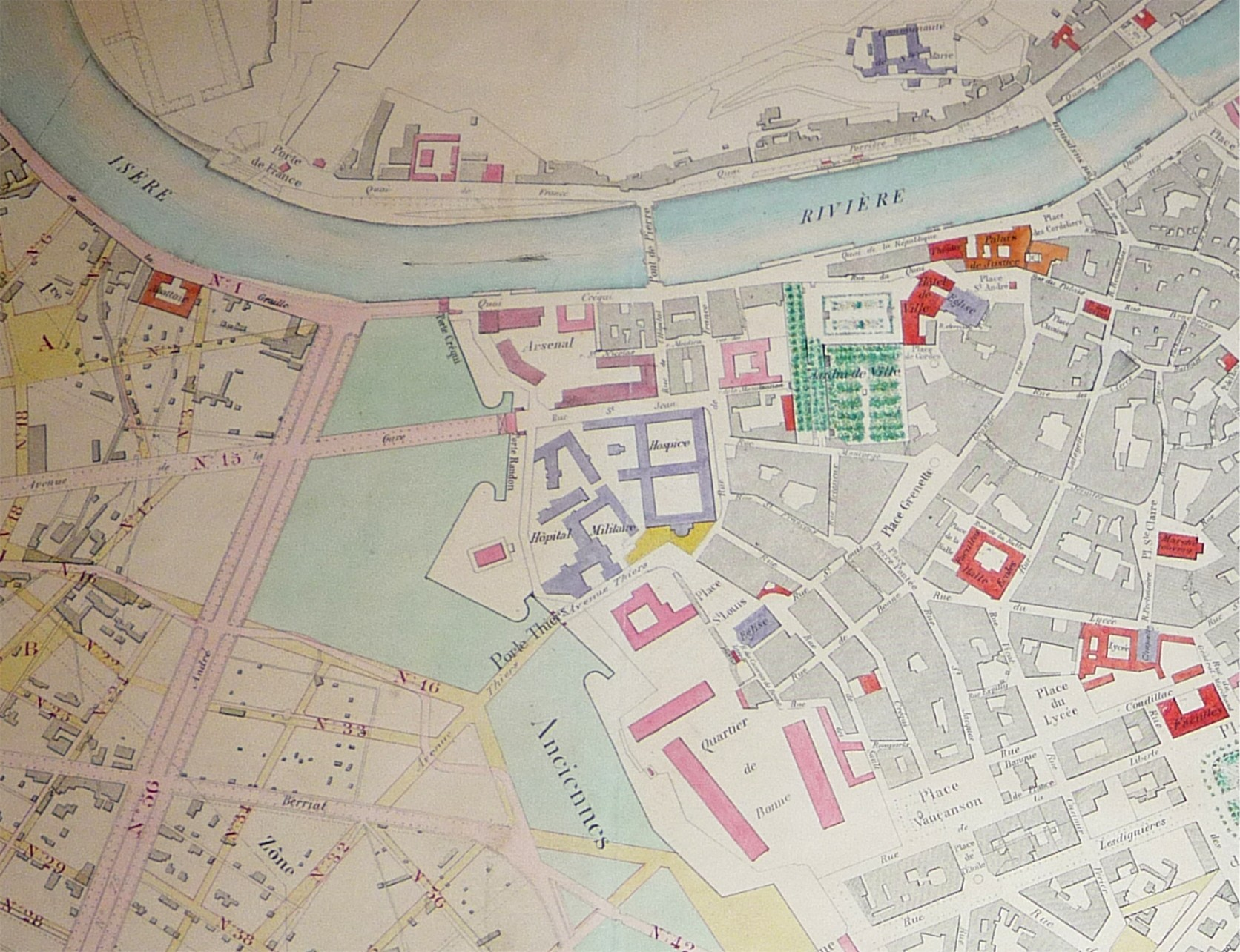
1878: Site des hôpitaux civil et militaire en violet au centre

Jules Girard, né en 1847 au Bourg-d'Oisans et mort le 22 avril 1919 à Grenoble, est un chirurgien français.
Dès l'âge de 27 ans, il est professeur à l'école de médecine et devient chirurgien en chef des hôpitaux de Grenoble. Il est vice-président de la commission administrative de l'hôpital-hospice.
En 1882, c'est en devenant membre du conseil municipal, sous la municipalité d'Édouard Rey qu'il forme le projet d'abandonner les hôpitaux civils et militaires situés au centre de Grenoble et de les transférer sur la commune limitrophe de La Tronche, de l'autre côté de l'Isère.
D'une superficie de 23 000 m2, le vieil hôpital de Grenoble était devenu insalubre. De plus, du fait de l'extension de la ville, il était devenu trop central, positionné entre les rues actuelles de Belgrade, le boulevard Édouard-Rey et l'avenue Félix-Viallet. Dans son rapport présenté au nom de la commission médicale, Jules Girard déclare "l'hôpital construit en 1627, ne correspond plus aux besoins actuels. Dans la poussière des salles, on trouve des cellules épithéliales et des globules de pus desséché, des microzoaires et des ferments de toutes sortes contenant les germes de maladies de toutes natures".
C'est finalement en 1894, qu'est inauguré à La Tronche, l'ensemble pavillonnaire de l'Asile des vieillards, puis après la construction du pont de l'île verte en 1899, vient le tour de l'hôpital militaire en 1910 et enfin l'hôpital civil inauguré le 14 septembre 1913 par le maire de Grenoble, Nestor Cornier, en présence du président du Sénat Antonin Dubost. Jules Girard est inhumé au cimetière Saint-Roch de Grenoble.
Il est à l'origine de la création de l'école d'infirmière de Grenoble aujourd'hui devenu l'Institut de Formation en Soins Infirmier (IFSI) du centre hospitalier universitaire Grenoble Alpes.
La place docteur Girard, dans le quartier de l'île verte à Grenoble, commémore ce médecin depuis le 5 mars 1941.

## Sources
- Claude Muller, Grenoble, des rues et des hommes, Grenoble, Éditions Dardelet, 1975.  (ISBN 2-900736-01-3)
- L'hôpital, évolutions et mutations, 1850-2009, exposition temporaire de mars à décembre 2009 au Musée grenoblois des sciences médicales